# Spanby
Spanby är en by i civil parish Threekingham, i distriktet North Kesteven, i grevskapet Lincolnshire, i England. Byn är belägen 8 km från Sleaford. Spanby var en civil parish fram till 1931 när blev den en del av Threekingham. Civil parish hade 84 invånare år 1921. Byn nämndes i Domedagsboken (Domesday Book) år 1086, och kallades då Spane(s)bi.